# Jilotzingo
Jilotzingo és un municipi de l'estat de Mèxic. Jilotzingo és el cap de municipi i principal centre de població d'aquesta municipalitat. Aquest municipi és a la part central de l'estat de Mèxic. Limita al nord amb el municipi de Villa del Carbón, al sud amb Naucalpan de Juárez, a l'oest amb Isidro Fabela i a l'est amb Atizapán de Zaragoza.